# Provinz Westpreußen
Die Provinz Westpreußen war eine Provinz des Staates Preußen von 1773 bis 1829 und von 1878 bis 1919. Sie wurde nach der Ersten und Zweiten Teilung Polens vor allem aus Gebieten des Preußen Königlichen Anteils (Polnisch-Preußen) gebildet. Von 1824 bis 1878 gehörte das Gebiet zur Provinz Preußen. Die Hauptstadt war Danzig (seit 1793). Die Bevölkerung in den größten Städten Danzig, Elbing, und Thorn war überwiegend deutsch, in den restlichen Gebieten zunächst zum größeren Teil polnisch. 1919 kam der größte Teil des Gebietes zum neuen polnischen Staat, ein östlicher Streifen um Elbing und Marienwerder blieb beim Deutschen Reich und kam zur Provinz Ostpreußen. Das Gebiet bildet heute den Hauptteil der polnischen Woiwodschaft Pommern.

## Gebiet
Die Provinz umfasste die historischen Regionen Kulmerland, Pomesanien, Pommerellen sowie Teile Großpolens (von 1775 bis 1807 den gesamten Netzedistrikt, danach nur noch dessen nördliche Teile um Flatow und Deutsch Krone). Dazu kam aus Ostpreußen ein Teil des Oberlands um Riesenburg und Marienwerder.
Der preußische König Friedrich II. hatte 1772 verfügt, dass die Provinz den Namen Westpreußen erhalten sollte, während die bisherigen preußischen Besitzungen, vereinigt mit dem Ermland, fortan den Namen Ostpreußen führen sollte.

## Lage und Naturraum

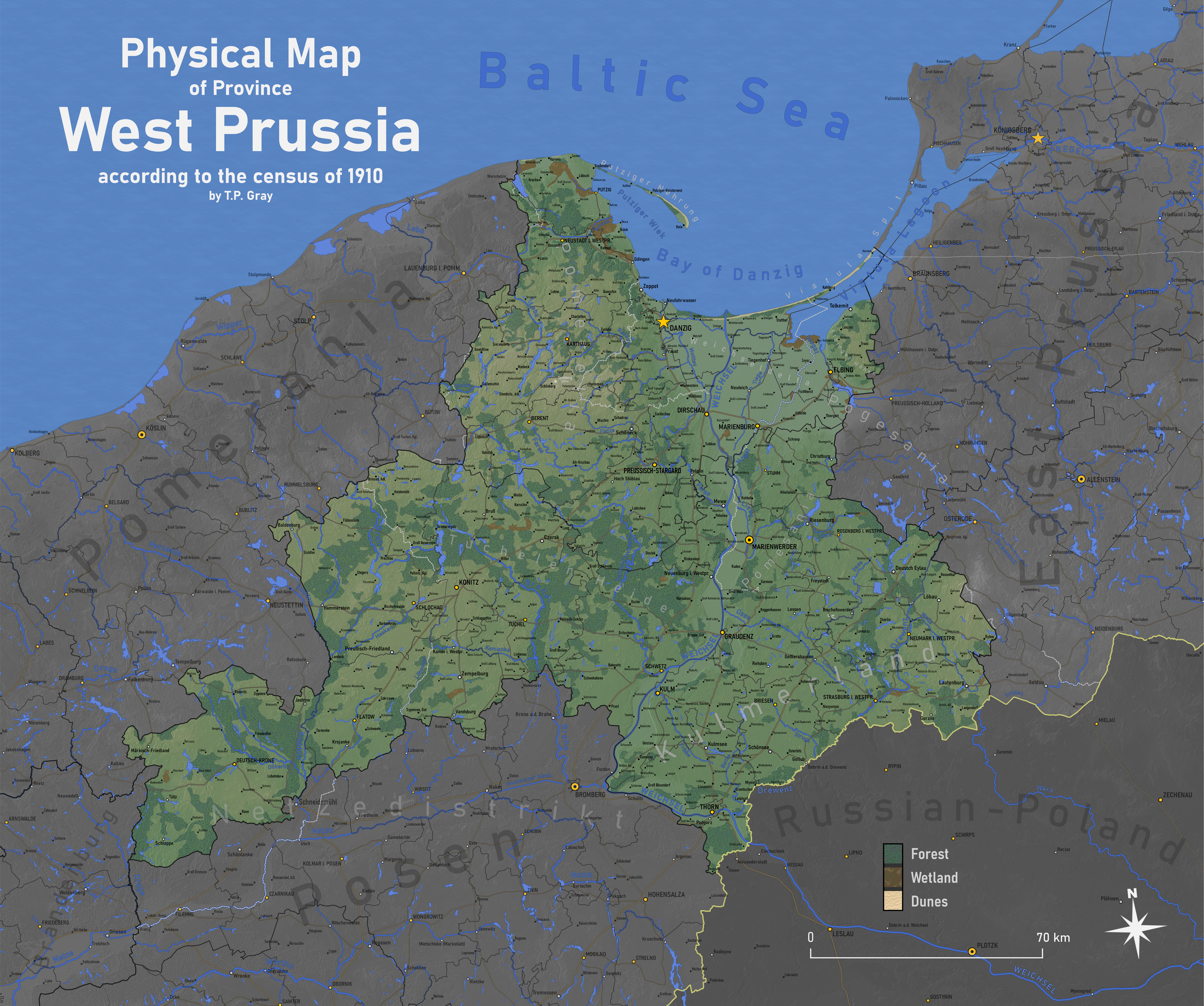
Physische Karte von Westpreußen im Jahr 1910

Das Territorium Westpreußens besteht aus zwei Höhenländern und dem zwischen diesen in Form einer Mulde eingebetteten unteren Weichseltal. Das östlich der Weichsel liegende Plateau ist Teil der Baltischen Seenplatte, die von der Ostsee, der Weichsel und der polnisch-litauischen Ebene begrenzt wird. Das Territorium Westpreußen liegt im Westen des Oberlandes. Es ist mäßig bewaldet und hat größtenteils fruchtbaren Boden. Der Boden des südlichen Teils, des sogenannten Kulmer Lands, galt als der fruchtbarste Weizenboden der gesamten Preußischen Monarchie. Der südöstlich an Masuren grenzende Landstreifen, d. h. die ehemaligen Kreise Strasburg und Löbau enthalten bereits mehr Sandschollen. Sie finden sich aber nirgends in der Ausdehnung vor wie auf dem linksseitigen Weichselufer. Das westlich der Weichsel gelegene Plateau wird zur pommerschen Seenplatte gerechnet, die zwischen der Ostsee, der Weichsel und der pommerisch-neumärkischen Ebene liegt.
Die ganze Platte zerfällt in folgende drei Gruppen:
- Bergland von Nordpommerellen
- Tucheler Heide
- südpommerellisches Höhenland

Die Provinz Westpreußen lag zur Zeit des Deutschen Kaiserreiches (1871–1918) im Nordosten des Reichsgebiets und wurde im Wesentlichen durch die drei Nachbarprovinzen Ostpreußen, Posen und Pommern eingegrenzt. Im Südosten gab es eine Außengrenze zu Kongresspolen, also zum Russischen Reich. Im Norden bildete die Ostsee eine natürliche Grenze.
Die Küste umfasste naturräumlich im Westen noch rund 30 km der für Hinterpommern typischen Ausgleichsküste, nach Osten anschließend aber machte die Nehrungsküste den Hauptküstenabschnitt aus. Zur offenen See war, ohne die Putziger Nehrung, die Küste rund 130 km, unter Berücksichtigung genannter Halbinsel 200 km lang. Ganz im Osten gehörte noch ein kleiner Teil der Frischen Nehrung zu Westpreußen.
Der Großteil der Provinz bestand aus dem Baltischen Landrücken, einer hügeligen, seenreichen und sehr fruchtbaren, dem heutigen Ostholstein sehr ähnlichen Jungmoränenlandschaft. Hier liegt südwestlich von Danzig auch der höchste Berg der Provinz, der 329 Meter hohe Turmberg, der zudem der höchste Berg des Baltischen Landrückens überhaupt ist.
Die südlichsten Bereiche der Provinz waren durch Altmoränen und Sander geprägt, einer eher unfruchtbaren, seenarmen, der Lüneburger Heide nicht unähnlichen Landschaft. Östlich von Danzig bis zum Frischen Haff liegt das Deltagebiet von Weichsel und Nogat, eine waldarme und fruchtbare Tiefebene und Marschlandschaft, ähnlich den Marschen der Unterweser und teilweise unter dem Meeresspiegel liegend.
Auf dem Territorium Westpreußens waren an zahlreichen Stellen Artefakte aus prähistorischer Zeit gefunden worden, darunter Steinkistengräber, die Urnen enthielten.

## Vorgeschichte

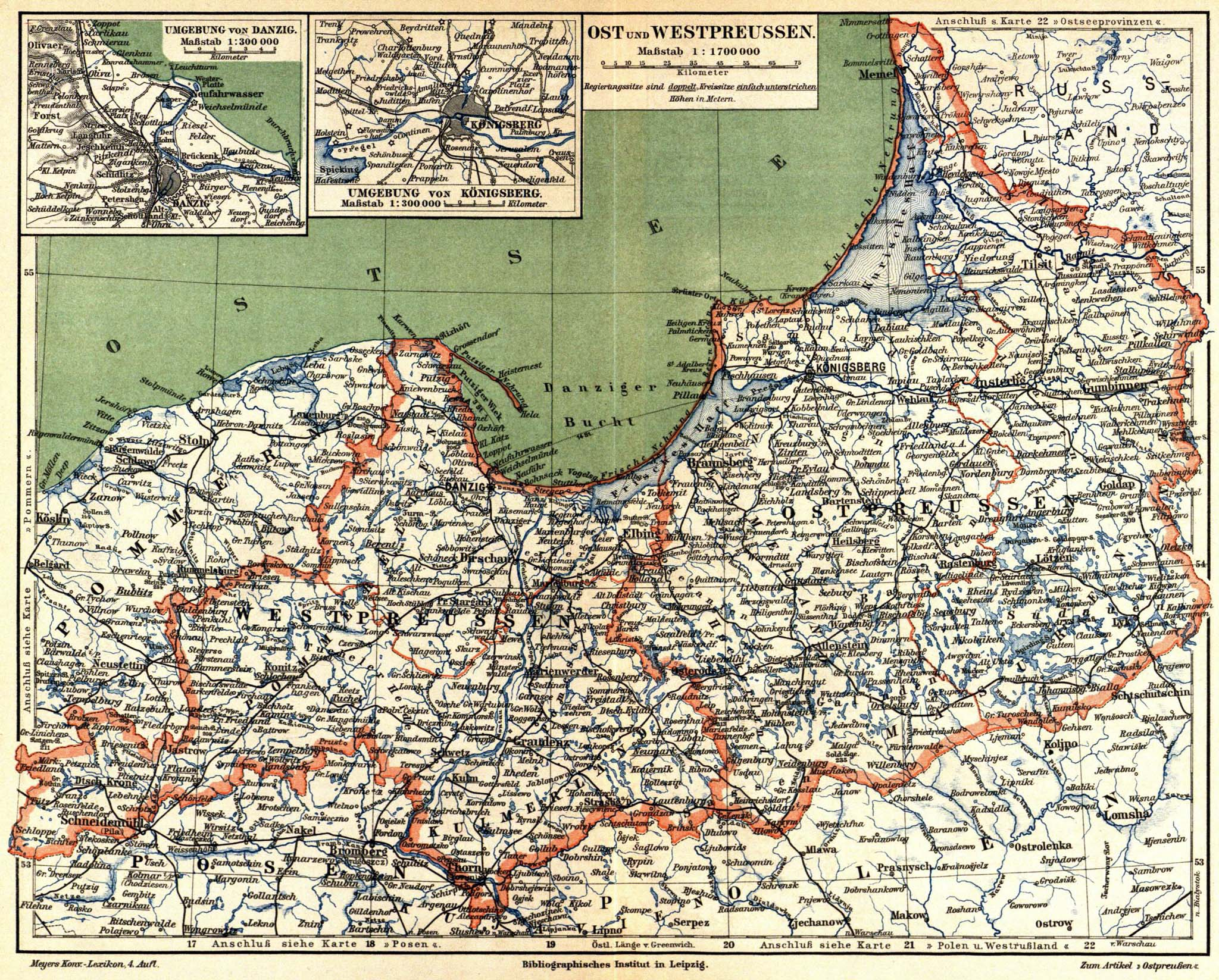
Westpreußen (links) und Ostpreußen (rechts)

Das Kulmerland war im 13. Jahrhundert der Ausgangspunkt zur Schaffung des Deutschordensstaats Preußen. Thorn im Kulmer Land ist die älteste Stadt Preußens. Aufgrund von Erbstreitigkeiten an der Wende des 13./14. Jahrhunderts eroberte der Deutsche Orden 1308 das zwischen der Mark Brandenburg des Markgrafen Waldemar und Königreich Polen des Herzogs Władysław I. Ellenlang umstrittene Gebiet des Herzogtums Pommerellen und fügte es dem eigenen Herrschaftsgebiet ein, ein Prozess, der im Friedensvertrag von Soldin 1309 und im Friedensvertrag von Kalisch 1343 seinen Abschluss fand.
Anfang des 15. Jahrhunderts begehrten viele der zumeist deutschsprachigen Städte des Landes gegen die Herrschaft der Deutschordensritter auf; 1440 gründeten einige den gegen den Orden opponierenden Preußischen Bund und unterstellten sich später freiwillig unter Beibehaltung der eigenen Verfassung und weitreichender Autonomie der Schirmherrschaft der Krone Polens, das heißt des polnischen Königs persönlich. Dieses als „Personalunion“ bezeichnete lockere Verteidigungsbündnis hatte in dieser Form bis zum Reichstag in Lublin 1569 Bestand, auf dem durch königlichen Erlass eine Realunion verkündet und bei dieser Gelegenheit Königlich Preußen unter Androhung von Strafe bei Zuwiderhandlung die Autonomie entzogen wurde.
Nach mehreren Kriegen zwischen Polen und dem Preußischen Bund einerseits und dem Orden andererseits wurde der Deutschordensstaat im Zweiten Thorner Frieden 1466 geteilt. Der Orden musste seine Besitzungen beiderseits der unteren Weichsel an das autonome, unter der Schirmherrschaft des Königs von Polen stehende Preußen Königlichen Anteils, das sich größtenteils aus den vom Orden bereits zuvor abgefallenen Städten zusammensetzte, abtreten und sich mit seinem Restgebiet (dem späteren Herzogtum Preußen) selber polnischem Supremat unterwerfen. Vertragspartner waren die Vertreter des Deutschen Ordens, des Königs von Polen und die im Preußischen Bund organisierten Stände des pommerellisch-preußischen Landes. Obwohl mit Polen zu einem Staatskörper verbunden, hatte das Land doch seine eigene Verfassung behalten und mit Polen und Litauen eigentlich nur den Herrscher gemeinsam. Der Preußische Bund hatte sich vertraglich zusichern lassen, dass der Herrscher nach seiner Krönung zuerst die Privilegien Preußens Königlichen Anteils bestätigen müsse, bevor er von dem Land die Huldigung empfing.
Historiker und Kartographen bezeichneten das Preußen Königlichen Anteils oder Polnisch-Preußen latinisiert als Prussia Occidentalis, schon bevor es auch in deutscher Sprache offiziell Westpreußen hieß.
Unter polnischer Oberhoheit hatten die großen Städte Thorn, Danzig und Elbing, die verkehrsgünstig an Wasserwegen lagen und durch den Handel wirtschaftlich aufblühten, ihre Selbständigkeit am besten behaupten können. Das übrige Gebiet gliederte sich ab 1466 in die Woiwodschaften Culm, Marienburg und Pommern. Preußen Königlichen Anteils litt unter den Eingriffen der Reichsstände in seine Vorrechte und Privilegien, vor allem aber an den Verwüstungen durch schwedische Invasionen im polnisch-schwedischen Krieg 1600–1629 und in der Schwedischen Sintflut 1655 bis 1660 (an der auch das Kurfürstentum Brandenburg beteiligt war). Der Bauernstand geriet nach und nach in Leibeigenschaft, die aber auch das Leben in benachbarten deutschen Gebieten wie dem Herzogtum Pommern und der Mark Brandenburg prägte, siehe Preußische Agrarverfassung.
Der Adel war regelrecht im polnischen Sejm vertreten, und Teile des Adels gewöhnten sich polnische Sitten und Lebensart an.

## Die ersten Jahre 1772–1806

### Besitzergreifung durch den König von Preußen
Durch die Erste Teilung Polen-Litauens 1772 wurde das Preußen Königlichen Anteils als Provinz Westpreußen dem Preußischen Staat einverleibt und damit das unter dem Preußischen Bund abgefallene westpreußische Gebiet wieder mit Preußen vereinigt. Nach dem Abschluss des Teilungsvertrages mit Österreich und Russland vom 5. August 1772 erließ der König von Preußen am 13. September 1772 ein „Besitzergreifungspatent“. Das polnische Parlament ratifizierte unter dem Druck der drei Teilungsmächte im September 1773 auch den Abtretungsvertrag mit Preußen, wodurch die Teilung völkerrechtlichen Charakter erhielt. Im Unterschied zu dem (im 19. Jahrhundert zur Provinz Posen gehörenden) Netzedistrikt, zu dem 1772 auch die ab 1807 südwestlichen westpreußischen Kreise Deutsch-Krone und Flatow gehörten, bestand Westpreußen ursprünglich nur aus Gebieten, die ehedem dem Deutschordensstaat unterworfen gewesen waren. Nach der durch diese Einverleibung Preußen Königlichen Anteils erreichten Wiedervereinigung der westlichen Teile Preußens mit dem östlichen Teil konnte sich der preußische König nun König von Preußen nennen, statt wie vorher nur König in Preußen.
Die Hohenzollern hatten damit eine Landverbindung zwischen dem, nun so genannten, Ostpreußen und den innerhalb des Reichs liegenden Kerngebieten des preußischen Staates geschaffen. Im Ermland und in den Städten wie z. B. Danzig und Elbing war die Bevölkerung bis zu dieser Zeit fast vollständig, in den übrigen Gebieten des westlichen Preußen etwa zur Hälfte deutschsprachig.

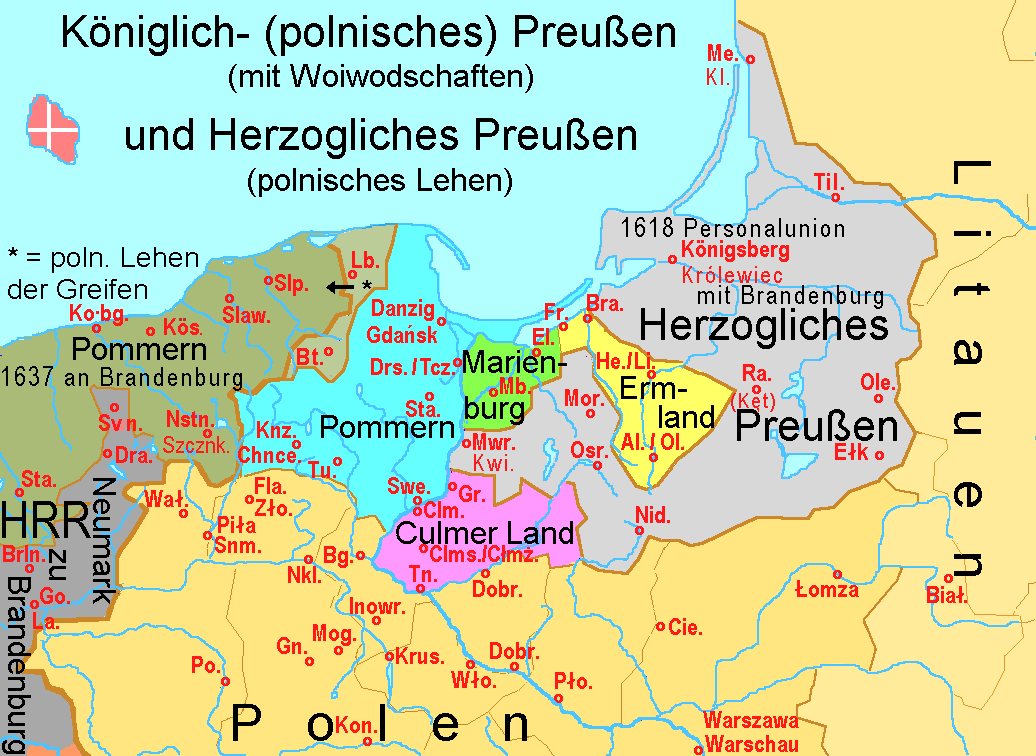
Hellgrau: Herzoglich Preußen.
Farbig: Königlich Preußen mit seinen Woiwodschaften als Teil Polen-Litauens

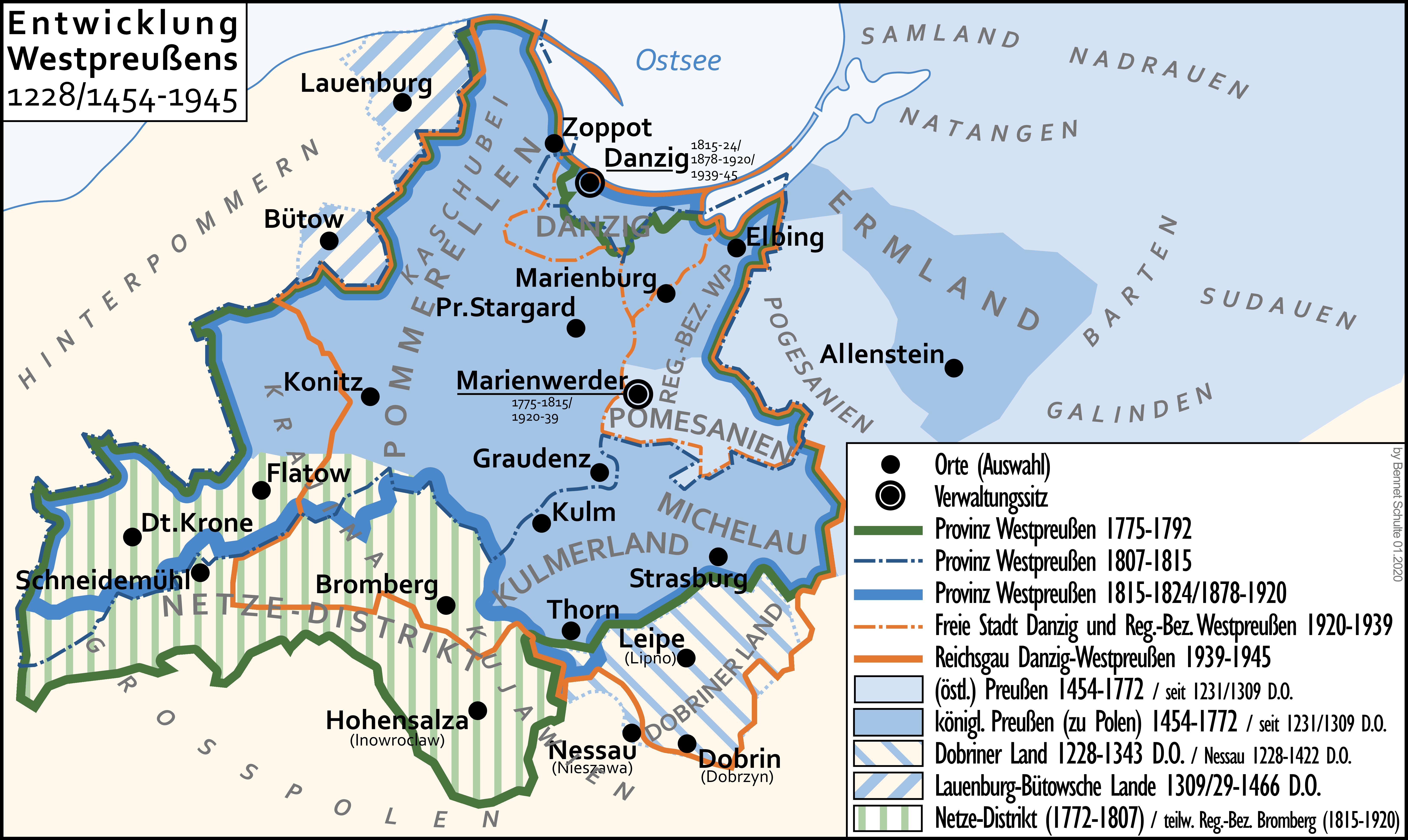
Entwicklung Westpreußens 1228/1454–1945

General Joachim Friedrich von Stutterheim und der preußische Staatsminister und Oberburggraf Jakob Friedrich von Rohd nahmen mit mehreren Unterkommissionen und der nötigen militärischen Begleitung die polnischen Wojewodschaften Pommerellen, Kulmerland und Marienburg sowie das Fürstbistum Ermland in Besitz. Nennenswerten Widerstand gab es nicht. Gleichzeitig ergriff der Geheime Finanzrat von Brenkenhoff Besitz vom Gebiet des späteren Netzedistrikts. Bereits am 27. September huldigten die Stände des gesamten neuen Gebietes den beiden königlichen Kommissaren im Großen Remter der Marienburg. Eine zweite Huldigung erfolgte am 22. Mai 1775 vor Brenkenhoff in Inowraclaw, nachdem die Grenzen des Netzedistrikts erweitert worden waren.
Preußen vereinbarte im Frühjahr 1793, während es sich mit dem revolutionären Frankreich im Kriegszustand befand, mit Russland, weitere Teile des polnischen Staates unter sich zu teilen. Unter anderem sollten Danzig und Thorn zu Westpreußen kommen. Um ihre Selbständigkeit besorgt, hatten die beiden Städte sich zunächst gegen die Übernahme gesträubt. Am 11. März 1793 beschlossen der Rat und die Bürgerschaft der Stadt Danzig jedoch einstimmig, sich der Oberhoheit des preußischen Königs zu unterstellen. Am 28. März sollten die preußischen Truppen unter General Raumer in die Außenwerke der Stadt einrücken. Dabei kam es zu einer Meuterei der Danziger Stadtsoldaten, die sich gegen ihre Offiziere stellten und auf die anrückenden Preußen zu schießen begannen. Unter den Danziger Stadtsoldaten waren viele zuvor aus preußischen Diensten desertiert und fürchteten nun, dafür bestraft zu werden. Schließlich gelang es den Stadtvätern, die Meuterei zu unterdrücken. Am 4. April wurde die von den Bürgern überwiegend begrüßte Annexion Danzigs vollzogen.

### Innere Verwaltung
Der König hatte 1772 angeordnet, dass das Ermland unter die Verwaltung der Königsberger Kriegs- und Domänenkammer kommen sollte. Für die neuen Gebiete Elbing, Marienburg, Kulmerland und Pomerellen sollte eine neue Kriegs- und Domänenkammer in Marienwerder eingerichtet und ihr auch die preußischen Ämter Marienwerder und Riesenburg und die Erbämter Schönberg und Deutsch-Eylau zugeschlagen werden. Der Netzedistrikt sollte zunächst eine selbständige Verwaltung unter dem Geheimen Finanzrat von Brenkenhoff erhalten.
Schon im Juni 1772 hatte Friedrich bei einer persönlichen Zusammenkunft in Marienwerder den Präsidenten der Gumbinner Kriegs- und Domänenkammer, Johann Friedrich Domhardt, zum Oberpräsidenten aller drei preußischer Kammern, der Königsberger, der Gumbinner und der für die zu erwerbenden Gebiete neu zu schaffenden Marienwerderschen Kammer ernannt. Dabei wurde die Marienwerder Kammer zunächst nicht dem Generaldirektorium in Berlin unterstellt, sondern blieb unmittelbar vom König abhängig. In einer Kabinettsorder vom 31. Januar 1773 an Domhardt gab Friedrich der neuen Provinz den Namen „Westpreußen“, während die alte Provinz Preußen nunmehr „Ostpreußen“ heißen sollte. Beide Provinzen zusammen bildeten nun das souveräne „Königreich Preußen“. Friedrich nannte sich nun „König von Preußen“, statt bisher „König in Preußen“.
Westpreußen wurde in sieben (adlige) „Landrätliche Kreise“ eingeteilt, nämlich:
- Marienwerder
- Marienburg
- Kulm
- Michelau
- Dirschau
- Stargard
- Konitz

Der Netzedistrikt, das „Cammer-Deputations-Departement“, wurde 1775 völlig in Westpreußen einverleibt. Es wurden vier Landrätliche Kreise eingerichtet:
- Bromberg
- Inowraclaw
- Kamin
- Deutsch Krone

An der Spitze eines landrätlichen Kreises stand der von der Regierung ohne Mitwirkung der Kreiseingesessenen ernannte Landrat. Er gehörte fast durchweg dem Adel, wenn auch nicht immer dem einheimischen, an. Als staatlicher Beamter hatte er die allgemeine polizeiliche Aufsicht über die adligen Güter, ihre Bauern und über die Kölmer. 1787 erhielt die westpreußische Ritterschaft das Privileg, freigewordene Landratsstellen durch Wahl aus ihrer Mitte zu besetzen.
Neben den Landräten standen die „Beamten“, das waren die Verwalter der kgl. Domainenämter innerhalb des gleichen landrätlichen Kreises.
Eine dritte Gruppe bildeten die Steuerräte. Sie verwalteten die Steuerkreise, in denen jeweils eine Anzahl von Städten mit deren Kammergütern zusammengefasst war.
Diese drei Institutionen griffen zwar räumlich ineinander über, ihre Amtsbefugnisse waren jedoch streng getrennt. Den Landräten oblag die Einziehung der Kontribution vom Adel, den Domainenämtern die Einziehung der Pachterträgnisse (Praestation) der zu ihrem Amt gehörenden Pachtgüter, und die Steuerräte hatten für die Erhebung der Akzise vom Stadtbesitz, den Kammergütern, zu sorgen. Dazu gehörte auch die Umsatzsteuer, die an den Stadttoren von den eingeführten und ausgeführten Waren erhoben wurde.
Das Geld war der preußische Reichstaler zu je 90 Groschen (letzterer Groschen zu je 18 Pfennig). Daneben galt der polnische Gulden (= fl, Złoty) zu 1/3 Reichstaler = 30 Groschen.
Die Landeinheit war die kulmische Hufe (etwa 16,8 ha) zu je 30 Morgen, letzterer Morgen zu je 300 (Quadrat)-Ruten.
Ab 1793 war mehr und mehr die Magdeburger Hufe Magdeburger Maß, etwa 7,7 ha zu je 30 Magdeburger Morgen, letzterer Morgen zu je 180 (Quadrat)-Ruten im Gebrauch.

### Justizverwaltung
Im polnischen Preußen war es durch das Nebeneinander des kulmischen und eines dem polnischen nachgebildeten Adelsrechts nicht zu einer einheitlichen Kodifikation gekommen. Für die große Mehrheit der leibeigenen Bauern gab es überhaupt kein geregeltes Recht. Durch das „Notifikationspatent, betreffend die Einrichtung des Justizwesens“ vom 28. September 1772 wurden das bisher gültige Recht und die Gerichte aufgehoben. Die in Ostpreußen erprobte Gerichtsverfassung und das dort geltende „Verbesserte Landrecht von 1721“ wurden jetzt auch in Westpreußen eingeführt.
Es wurden zwei Obergerichte eingerichtet:
- Die „Westpreußische Regierung“ zu Marienwerder für das eigentliche Westpreußen. Es erhielt den Namen „Regierung“, weil es neben der obergerichtlichen Rechtsprechung auch Verwaltungsaufgaben in Hoheits-, Kirchen- und Schulsachen einschließlich der Verwaltungsgerichtsbarkeit zu erfüllen hatte. Erst im 19. Jahrhundert setzte sich die Trennung von Justiz und Verwaltung durch.
- Das „Westpreußische Hofgericht“ zu Bromberg, welches keine Verwaltungstätigkeiten ausübte und nur als Obergericht für die vier Kreise des Netzedistrikts tätig war.

Untergerichte waren
- die Domainenjustizämter,
- die Stadtgerichte,
- die Patrimonialgerichte.
- Elf Domainenjustizämter in Westpreußen und vier im Netzedistrikt wurden eingerichtet. Sie traten an die Stelle der Starosteigerichte. Mehrere Domänen wurden dabei unter der Leitung eines fachlich gebildeten Justizamtmanns zusammengefasst.
- Die Stadtgerichte und
- die Patrimonialgerichtsbarkeit der adligen Güter blieben erhalten. Sie wurden jedoch reformiert und einer Beaufsichtigung durch die Obergerichte unterworfen.

Einen gewissen Abschluss fand die Rechtsentwicklung mit der Einführung des „Allgemeinen Landrechts für die Preußischen Staaten“ am 1. Juni 1794.

### Kontributionskataster
- Im Steuerwesen wurde durch die „Instruktion für die Klassifikationskommission“ vom 5. Juni 1772 die Kontribution eingeführt. Es fand vom September 1772 bis Anfang 1773 eine genaue Vermessung des Landes und eine Schätzung des Ertrages der einzelnen Grundstücke statt. Dabei wurde die Güte der Böden „klassifiziert“, die zu leistende Abgabe, die Kontribution, also nicht allein nach der Flächengröße, sondern auch nach der Bodenqualität der Grundstücke festgesetzt. Diese Erhebungen zeigten den trostlosen Zustand des flachen Landes und der kleinen Städte. Da sie zu steuerlichen Zwecken erhoben worden sind, kann ihnen nicht die Absicht unterstellt werden, den vorgefundenen Zustand absichtlich schlecht dargestellt zu haben. Ihr Quellenwert ist daher unbestritten.
- Das Kontributionskataster enthielt aber auch eine namentliche Erfassung aller Haushaltsvorstände, jeweils mit der Angabe, wie viele männliche und weibliche Personen jeweils unter und über 12 Jahren jeder Haushalt umfasste, welche Berufe ausgeübt wurden und welcher Konfession die Personen waren. Eine Erfassung der ethnischen Zugehörigkeit (Deutsche, Kaschuben, Polen) hat bei dieser Gelegenheit nicht stattgefunden. Ein Nationalgefühl war damals noch nicht ausgeprägt. Aufgrund anderer Quellen weiß man aber, dass die pommerellische Bevölkerung etwa zur Hälfte aus Deutschen, zur anderen Hälfte aus Kaschuben und Polen bestand. Die Deutschen waren im Allgemeinen lutherisch und lebten hauptsächlich in den Städten und als Bauern in einem west-östlich verlaufenden Streifen im Netzegebiet. Das Kontributionskataster ist heute noch eine Fundgrube für Familienforscher.

### Maßnahmen zur Förderung des Landes
Infrastruktur:
- Der König sorgte auch für die Erhaltung und Verbesserung der Deiche in der Weichsel- und Nogatniederung und für die Schiffbarmachung der Nogat.
- Nach nur zwei Jahren Bauzeit war der Bromberger Kanal 1774 fertig geworden. Mit 27 km Länge, einer Scheitelhöhe von 25 m und neun Schleusen verbindet er die Oder mit der Weichsel und erschien jener Zeit geradezu als Wunderwerk.
- Geregelte Postverbindungen in der ganzen Provinz dienten der Wirtschaft und der Verwaltung.

Land- und Forstwirtschaft:
- Die zahlreichen Starosteien wurden in Domänen umgewandelt und an deutsche bürgerliche Domänenbeamten verpachtet.
- Der umfangreiche Kirchenbesitz wurde in staatliche Verwaltung genommen. Die kirchlichen Einrichtungen blieben jedoch Eigentümer und erhielten eine Art Pachtentschädigung.
- Die umfangreichen, aber völlig verwahrlosten Forsten wurden in eine gegliederte staatliche Forstverwaltung genommen. Für den Forstdienst wurden generell ausgediente Soldaten, auch Invaliden, aus dem Jägerkorps eingesetzt, die regelmäßig in Abständen von mehreren Jahren an andere Orte versetzt wurden.
- Besondere Förderung erhielt die Landwirtschaft durch billige Abgabe guten Saatgetreides und durch die Einführung des Kartoffelanbaus, durch den die regelmäßig bestehende Gefahr von Hungersnöten gebannt wurde. Die Kartoffel gedieh gut auf den sandigen Böden. Es wurde Sorge getragen für eine Vermehrung und Verbesserung des Viehbestandes und die Anpflanzung von Obstbäumen.
- Im Jahr 1776 erlaubte Friedrich II. dem in vielen Teilen der Provinz verarmten polnischen Adel den Verkauf seiner Güter an Nichtadelige, was in den übrigen Teilen der preußischen Monarchie erst 1807 mit dem Oktoberedikt hinfällig werden sollte.[13]
- Durch die Errichtung der „Westpreußischen Landschaft“ im Jahre 1787 wurde die Verschuldung und das Hypothekenwesen der adligen Güter geordnet. Es war eine Verbindung der freiwillig daran teilnehmenden adligen Güter und deren Besitzer zu einer – wie wir heute sagen würden – Pfandbrief- und Bodenkreditanstalt. Zu deren Einrichtung und Fonds stiftete der König 200.000 Reichstaler. Für die ausgegebenen Pfandbriefe hafteten alle teilnehmenden Grundstücke. Die Pfandbriefe mussten überwiegend in kleinen Stückelungen von 50 und 100 Reichstalern ausgegeben werden, damit sie möglichst breiten Absatz fanden. Dagegen konnten die Teilnehmer günstige Kredite erhalten.

Schulwesen:
- Der König hatte schon im Jahre 1763 das „General-Landschul-Reglement“ erlassen. Darin war die allgemeine Schulpflicht angeordnet worden. Es traf ferner Bestimmungen über die Wahl seminaristisch gebildeter Lehrer, den Umfang des Unterrichtsstoffs und über die Beaufsichtigung der Schulen. Dieses Schulgesetz wurde 1772 auch in Westpreußen eingeführt und zunächst durch Einrichtung von Schulen auf den Domänenämtern für die Bildung des Landvolkes gesorgt. Rund 150 Schulen sind unter Friedrichs Regierung in Westpreußen gegründet worden. Am Ende des Jahrhunderts gab es in Westpreußen 180 städtische und 750 Landschulen.
- Die höhere Schulbildung hatte im polnischen Preußen in den Händen des Jesuitenordens gelegen. Dieser Orden war durch das päpstliche Breve vom 21. Juli 1773 aufgehoben worden. Friedrich ordnete daher die Umwandlung der Kollegien in Rößel, Graudenz, Konitz, Bromberg, Marienburg und Deutsch-Krone zu katholischen Gymnasien an. Die Kollegien in Alt-Schottland und Braunsberg wurden zu Bildungsanstalten für den katholischen Klerus. Leiter und Lehrer wurden die ehemaligen Mitglieder des Ordens.

Heereswesen:
- Friedrich hatte von Anfang an auch an eine Vermehrung seines Heeres gedacht. Fünf neue Infanterieregimenter und ein Kavallerieregiment, daneben Artillerie und Garnisonstruppen konnten aufgestellt werden.
- Zahlreich war der vorgefundene kaschubische Kleinadel. Der Adel war an Grundbesitz gebunden. Durch jahrhundertelange Erbteilungen waren aber viele Adelsgrundstücke auf die Größe von Kleinbauernstellen geschrumpft. Die Redensart „Ich bin pan (=Herr) und du bist pan; aber wer soll die Schweine hüten?“ gibt den Zustand treffend wieder. Diesem zahlreichen kaschubischen Kleinadel eröffneten sich Aussichten auf ein Weiterkommen im Militär- und Staatsdienst. Der militärischen Erziehung der westpreußischen jungen Adligen sollte das neugegründete Kadettenhaus in Kulm dienen. Es war zunächst für 60 Kadetten ausgelegt, die Zahl wurde dann auf 100 erhöht.

Städte: Der König ordnete die Neuordnung der städtischen Verwaltungen und ihrer Finanzen an. Die Landstädte trugen teilweise noch die Spuren des Schwedisch-polnischen Krieges von 1655–1660. So waren z. B. in Kulm 212 „wüste“ Bauplätze vorhanden. Von den noch stehenden 313 Wohnhäusern drohten 70 bis 80 bald von selbst einzufallen.
Bauernbefreiung: Die Leibeigenschaft, die vorzugsweise die polnischen und kaschubischen Bauern betroffen hatte, wurde durch VO vom 8. November 1773 durch die mildere Erbuntertänigkeit ersetzt.
Jeder Untertan, auch der gutsherrliche, sollte bei den ordentlichen staatlichen Gerichten sein Recht suchen dürfen.
Wissenschaft und Kultur:
- Die „Naturforschende Gesellschaft in Danzig“ war schon 1743 gegründet worden. Sie bestand bis 1945.
- 1798–1801 erhielt Danzig sein Theater, die beliebte „Kaffeemühle“, wie das Haus am Kohlenmarkt wegen seiner kubischen Gestalt mit einem kugelschaligen Aufbau liebevoll genannt wurde. Es wurde bis 1945 genutzt. Schon 1794 war Mozarts Zauberflöte in Danzig mit Begeisterung aufgenommen worden.
- 1773 wurde in Marienwerder die „Westpreußische Hofbuchdruckerei“ errichtet. In ihr erschien u. a. 1789 Goldbecks Topographie von Westpreußen.

## Umbruchzeit 1806–1815

### Preußischer Zusammenbruch (1806/07)
Die grundstürzende Niederlage des preußischen Staates gegen das Erste Französische Kaiserreich im Jahre 1806 traf die Provinz Westpreußen völlig unerwartet. Am 14. Oktober wurde das preußische Heer in der Doppelschlacht bei Jena und Auerstedt vernichtet. Am 27. Oktober zog Kaiser Napoleon in Berlin ein. Sieben Minister und Mitglieder des Generaldirektoriums leisteten Napoleon den Treueeid. Der König war mit seiner Familie und einigen Ministern über Königsberg und die Kurische Nehrung nach Memel geflohen. Erst am 13. November teilte die in Königsberg (Ostpr.) erscheinende „Königlich Preußische Staats-, Kriegs- und Friedenszeitung“ die Niederlage bei Jena mit. Napoleon war mit Gewaltmärschen nach Osten vorgedrungen. In der Schlacht bei Preußisch Eylau am 8. Februar 1807 hatten die Russen das Schlachtfeld bereits aufgegeben, als General Anton Wilhelm von L’Estocq mit seinem ostpreußischen Korps sich gegen die Franzosen behauptete und Napoleon zwang, Winterquartiere zu beziehen. Napoleon verbrachte den Winter im Schloss Finckenstein an der Grenze zwischen Ost- und Westpreußen. Ende Mai 1807 fiel das von General von Kalckreuth verteidigte Danzig.
Durch den Frieden von Tilsit am 7. und 9. Juli 1807 verlor Westpreußen das Kulmerland mit Thorn und den Netzedistrikt bis auf einen schmalen nordwestlichen Streifen (um Flatow und Deutsch Krone) an das neugebildete Herzogtum Warschau. Ausgenommen war Graudenz, das bei Westpreußen blieb. Verloren ging aber vor allem Danzig, das zum „Freistaat“ (siehe Republik Danzig) erhoben wurde unter der Schutzherrschaft der Könige von Preußen und Sachsen, in Wirklichkeit aber ein französisches Waffenlager und Stützpunkt an der Ostsee wurde. Das Königreich Preußen wurde bis Ende 1807 bis zur Weichsel besetzt und mit hohen Kontributionen belastet.

### Reformen (1807–1813)
In dieser Zeit wurde die als Stein-Hardenbergische Reformen bekannte grundlegende Verwaltungsneuordnung in Preußen in Angriff genommen. Die obersten Verwaltungsbehörden wurden neu organisiert. Das Berliner Generaldirektorium fiel weg, mit ihm die Provinzialministerien. Am 26. Dezember 1808 erging die „Verordnung wegen verbesserter Einrichtung der Provinzial-, Polizei- und Finanzbehörden“. Die Kriegs- und Domänenkammer in Marienwerder wurde umbenannt in „Westpreußische Regierung“ mit Sitz in Marienwerder. Sie hatte nur noch Verwaltungsaufgaben. Die bisherige Westpreußische Regierung wurde zum Oberlandesgericht und befasste sich ausschließlich mit Rechtsprechung. Damit war die Trennung von Verwaltung und Justiz vollzogen.
Die steckengebliebene Bauernbefreiung wurde 1807 wieder in Angriff genommen. Sie wurde erst 1850 vollendet.
Die Steinsche Städteordnung (siehe Preußische Reformen) wurde 1808 erlassen, mit der den Städten Selbstverwaltung zugestanden wurde.
Die Gewerbefreiheit wurde 1810 eingeführt. Die Juden wurden 1812 weitgehend emanzipiert. Alle diese Maßnahmen wirkten sich natürlich auch in Westpreußen aus.

### Befreiungskriege (1813/14)
Die Befreiungskriege gingen von Ostpreußen aus, nachdem die Grande Armée im Spätherbst 1812 auf dem Rückzug von Moskau elend zugrunde gegangen war. Aber eine starke französische Besatzung unter General Rapp in Danzig hielt den Angriffen der vereinigten Russen und Preußen lange stand. Danzig erlitt dadurch herbe Verluste an Menschenleben und Sachwerten. Am 27. November 1813 kapitulierten die Franzosen. Am 19. Februar 1814 wurde der Freistaat aufgelöst und Danzig wieder mit Preußen vereinigt.
Schwieriger gestaltete sich die Grenzregelung im Kulmer und Michelauer Land, das 1807 an das Herzogtum Warschau abgetreten worden war. Es war 1813 von russischen Truppen besetzt worden. Im Hinblick darauf, dass Thorn eine deutschsprachige Stadt war, verzichtete der Zar zwar am 27. November auf Thorn, wollte es aber – wie die Republik Krakau – zu einer freien Stadt machen. Erst am 30. Januar 1815 stimmte er der Wiederangliederung Thorns und des ganzen Kulmerlandes an Preußen zu. Erst am 22. Mai 1815 entband der bisherige Landesherr, Friedrich August, der König von Sachsen und Herzog von Warschau, seine bisherigen Untertanen von ihrem Eid. Und erst am 21. Juni, drei Tage nach Napoleons endgültiger Niederlage bei Waterloo, unterstellte die preußische Regierung die Stadt Thorn dem westpreußischen Regierungspräsidenten in Marienwerder. In diesen Grenzen blieb die Provinz Westpreußen bis 1920 bestehen.

## Die Jahre 1815–1866

### Neuordnung des Staates (1815)
Auf dem Wiener Kongress wurden die Grundlagen für eine Neuordnung Europas gelegt. Noch von Wien aus erließ König Friedrich Wilhelm III. am 30. April 1815 die „Verordnung wegen verbesserter Einrichtung der Provinzialbehörden“. In ihr wird der Regierungsbezirk Danzig zum ersten Mal erwähnt. Die Provinz Westpreußen wurde danach in die zwei Regierungsbezirke Danzig und Marienwerder geteilt. Amtssitz des Oberpräsidenten wurde Danzig. Auch die obersten Provinzialbehörden wurden in Danzig angesiedelt, bis auf das Oberlandesgericht, das in Marienwerder blieb. Am 22. Mai 1815 hatte König Friedrich Wilhelm III. die Gewährung einer Verfassung versprochen, dieses Versprechen aber nicht gehalten. In der Folge der „Karlsbader Beschlüsse“ von 1819 beschränkte er sich 1823 auf die Gewährung von Provinziallandtagen. Sie hatten aber nur eine beratende Funktion und das „Recht“(!), Bittschriften an den König zu richten. 1824 fand in Königsberg der erste Provinziallandtag der vereinigten Provinz Preußen statt. In ihm waren drei Stände vertreten: der adlige und bürgerliche Großgrundbesitz mit 15, die Städte mit 13 und die Bauern mit 7 Stimmen. Die folgenden Landtage fanden abwechselnd in Königsberg und Danzig statt. Die Kreisordnung wurde zwischen 1815 und 1818 eingeführt:
- im Regierungsbezirk Danzig entstanden die kreisfreie Stadt Danzig sowie die Landkreise Danzig, Neustadt a. d. Rheda, Karthaus, Berent, Pr. Stargard, Elbing und Marienburg.
- im Regierungsbezirk Marienwerder wurden gebildet die Kreise Deutsch-Krone, Flatow, Schlochau, Konitz, Schwetz, Graudenz, Kulm, Thorn, Stuhm, Marienwerder, Rosenberg, Löbau und Strasburg. An der Spitze jedes Kreises stand wie bisher der Landrat, aber das Kreisgebiet umfasste jetzt ein geschlossenes Territorium einschließlich der darin gelegenen Domänen und Landstädte.

1821 erfolgte eine Geldreform mit der Einführung eines neuen Reichstalers zu je 30 Silbergroschen (letzterer Silbergroschen zu je 12 Kupferpfennig). Dieses Geld blieb im Umlauf bis 1871 (1873), als die Reichswährung Mark (= 1/3 Thaler) zu 100 Pfennig eingeführt wurde.
Im Amt des Oberpräsidenten folgten:
- 1815–1842 Theodor von Schön (als im Jahr 1824 der ostpreußische Oberpräsident von Auerswald sein Amt niederlegte, übernahm Schön auch das ostpreußische Oberpräsidium und verlegte seinen Amtssitz nach Königsberg. Diese „Personalunion“ zwischen Ost- und Westpreußen wurde fünf Jahre später zur „Realunion“, als auf Schöns Betreiben am 3. Dezember 1829 durch königliches Dekret Ost- und Westpreußen zur Provinz Preußen vereinigt wurden.)
- 1842–1848: Carl Wilhelm von Bötticher
- 1848–1849: Rudolf von Auerswald
- 1849–1850: Eduard von Flottwell
- 1850–1874: Botho zu Eulenburg

Regierungspräsidenten in Marienwerder waren:
- 1815–1823: Theodor Gottlieb von Hippel, der Verfasser des Aufrufs An Mein Volk von 1813
- 1825–1830: Eduard von Flottwell
- 1831–1850: Jakob von Nordenflycht
- 1850–1869: Franz August Eichmann
- 1869–1878: Karl von Horn

Regierungspräsidenten in Danzig waren
- 1819–1825: Theodor Nicolovius
- 1825–1841: Johann Carl Rothe
- 1841–1863: Robert von Blumenthal
- 1863–1868: Robert von Prittwitz und Gaffron
- 1868–1876: Gustav von Diest

### Landwirtschaft
Wichtigste Aufgabe in der nachnapoleonischen Zeit war die Heilung der Kriegsschäden. Beide Provinzen waren durch Kampfhandlungen verwüstet, ausgeplündert und finanziell erschöpft. Die meisten Güter waren hoch verschuldet. Die Agrarprodukte, vor allem das Getreide, konnten nicht abgesetzt werden, weil der frühere Hauptabnehmer England inzwischen selbst Getreide anbaute und Schutzzölle erhob. Die Getreideausfuhr über Danzig, die auch zwischen 1793 und 1807 noch erheblich gewesen war, sank auf einen nie da gewesenen Tiefpunkt ab. Hinzu kam, dass Russland die Weichsel versanden ließ und seinen Export über seine eigenen Häfen Libau, Riga und die Schwarzmeerhäfen leitete. Die preußische Regierung ließ aus politischen Gründen die Einfuhr billigen russischen Getreides zu. Mehrere reiche Ernten zu Beginn der 1820er Jahre vergrößerten das Übel. Die preußische Landwirtschaft erstickte im Getreide. Wegen fehlender Transportmöglichkeiten und der noch bestehenden Binnenzölle war ein Absatz in andere deutsche Gegenden nicht möglich. Dagegen waren die Zucht von Merinoschafen und der Export der Wolle ein Erfolg. Auch die Pferdezucht gewann große Bedeutung.
Zahlreiche Güter kamen in den Jahren 1824–1834 zur Zwangsversteigerung und dadurch in die (bürgerlichen) Hände kapitalkräftiger Käufer aus Handel und Gewerbe.

### Schulen
Schön bemühte sich besonders um die Hebung des Schulwesens. In wenigen Jahren gründete er über 400 Volksschulen. Diese Schulen wurden als „Simultanschulen“ geschaffen, in denen Deutsche und Polen, Protestanten und Katholiken einander nähergebracht werden sollten. Dabei mussten auch alle polnischen und kaschubischen Kinder die deutsche Sprache lernen. Das konnte zwar als Zwangsmaßnahme verstanden werden, eröffnete andererseits aber auch diesen Kindern den Weg in höhere Schulen und Universitäten, den viele von ihnen nahmen. Ausdrücklich band Schön auch die Gutsbesitzer in die Gründung von Schulen ein.

### Katholische Kirche
Weite Teile der Provinz gehörten zu polnischen Diözesen, und die Kaschuben und Polen waren fast durchweg katholisch. Während bei der Masse der kaschubischen und polnischen Landbevölkerung ein politisches Bewusstsein noch wenig entwickelt war, waren der Adel und vor allem der polnische Klerus von Anbeginn Träger und Prediger eines sehr ausgeprägten polnischen Nationalbewusstseins, mit antideutscher Zielrichtung. Die katholische Religion war für Adel, Geistlichkeit und in der zweiten Hälfte des 19. Jahrhunderts auch für die polnisch-kaschubischen Intellektuellen (die alle deutsche Gymnasien und Universitäten besucht hatten) die Identifikation mit dem Polentum, eine Abgrenzung gegen orthodoxe Russen einerseits und protestantische Preußen und Deutsche andererseits.
Neuordnung der Bistumsgrenzen: Nach Verhandlungen des preußischen Staates mit Rom wurden die kirchlichen Verhältnisse in Preußen neu geordnet. Durch die Circumscriptionsbulle De salute animarum vom 16. Juli 1821 wurde der größte Teil Westpreußens dem Bistum Kulm unterstellt. Das Gebiet um Elbing und Marienburg kam zum Bistum Ermland. Der Kreis Deutsch-Krone blieb dem Erzbistum Posen-Gnesen direkt unterstellt. Der Sitz des Bistums Kulm wurde nach Pelplin verlegt; die dortige Klosterkirche wurde bischöfliche Kathedrale und ist es noch heute. Hinsichtlich der Bischofswahl wurde bestimmt, dass das zuständige Domkapitel die durch die Kurie zu bestätigende Wahl vornehmen sollte, dass aber vor der Wahl „die dem König weniger angenehmen Kandidaten“ von der Kandidatenliste zu streichen seien. Schön setzte durch, dass der deutsche Domherr Ignatius Stanislaus von Mathy 1821 zum Bischof von Kulm ernannt wurde. Sein Nachfolger wurde der deutsche Schlesier Anastasius Sedlag. Bischöfe von Ermland waren Fürst Joseph von Hohenzollern-Hechingen und seit 1836 Andreas Stanislaus von Hatten, der 1841 einem Raubmord zum Opfer fiel.
Mischehenstreit: Zu einem Zusammenstoß zwischen der Staatsmacht und der Kirche kam es 1838 im Zusammenhang mit dem Kölner Mischehenstreit, der auch auf die östlichen Diözesen übergriff. Die verschiedenen Konfessionen waren in Westpreußen fast immer auch Ausdruck verschiedener ethnischer Zugehörigkeit. Während es in den Diözesen Kulm und Ermland wegen der mäßigenden Haltung der dortigen Bischöfe zu keinen politischen Folgen kam, wurde der Erzbischof von Posen, der polnische Graf Dunin-Sulgustowski (1831–1842), verhaftet wie schon vor ihm der Erzbischof von Köln Clemens August, Freiherr von Droste zu Vischering. Beide hatten darauf bestanden, dass die Kinder aus gemischten Ehen katholisch erzogen werden müssten, während der Staat die Regelung getroffen hatte, dass die Kinder der Konfession des Vaters zu folgen hätten. In Westpreußen mit seinem überwiegend protestantischen deutschen und überwiegend katholischen polnischen Bevölkerungsteil waren konfessionelle Mischehen oft auch ethnische Mischehen, eine katholische Erziehung stärkte da die polnische Kultur.
Klöster: Mit Edikt vom 31. Oktober 1810 wurde die Aufhebung der Klöster angeordnet, wie es in anderen – auch katholischen – Ländern auch geschehen war. Die Ausführung geschah zögernd und war erst 1833 abgeschlossen. Die Konvente waren seit den Tagen der Reformation vielfach nur mit wenigen Mönchen besetzt.

### Polen und Kaschuben
Das Polentum spielte in Westpreußen in der ersten Hälfte des 19. Jahrhunderts politisch nur eine sehr geringe Rolle. Die Städte – bis auf Kulm – waren völlig oder ganz überwiegend deutsch. In weiten Teilen der Provinz, z. B. im Danziger Werder, in den rechts der Weichsel liegenden Kreisen und im Gebiet der einstigen Neumark mit Deutsch-Krone, Schlochau und Flatow war auch die ländliche Bevölkerung rein oder in der großen Mehrheit deutsch. Die große Masse der polnisch oder kaschubisch sprechenden Bevölkerung blieb mit wenigen Ausnahmen bis ins letzte Viertel des 19. Jahrhunderts politisch uninteressiert, besonders die Kaschuben. Ein wirkliches Nationalgefühl hat sich bei den Kaschuben nicht entwickelt, nur ein Regionalbewusstsein von wechselnder Stärke, das gegenüber den sogenannten „Kongresspolen“ (das sind die Einwohner des im Wiener Kongress geschaffenen Königreichs Polen) auch heute manchmal noch lebendig ist. Im Jahr 1819 lebten in Westpreußen 46 % Deutsche und Mennoniten, 52 % Polen und Kaschuben. Der polnische Aufstand von 1830 in Kongresspolen, der „Novemberaufstand“, führte in Westpreußen zu keinerlei Unruhen. Eine polnische Presse oder irgendwelche politischen oder wirtschaftlichen Organisationen bestanden – noch – nicht.
Im August 1840 folgte Friedrich Wilhelm IV. seinem Vater auf dem preußischen Thron. In seiner romantischen Auffassung, dass Adel und Kirche über alle ethnischen Gegensätze hinweg die Stützen von Thron und Altar seien, gab er Positionen auf, um eine Aussöhnung mit der katholischen Kirche und dem Polentum herbeizuführen. So verfügte er die sofortige Haftentlassung der beiden Erzbischöfe, ohne dass diese ihren Standpunkt in der Mischehenfrage geändert hatten. Im Triumph kehrten sie in ihre Diözesen zurück. Der König verfügte weiter 1841 die Einrichtung einer katholischen Abteilung im Kultusministerium. Sie war mit einer geistlichen Schulaufsicht verbunden. Der Oberpräsident Theodor von Schön wurde 1842 abberufen, weil er nach Ansicht des Königs einen zu harten antipolnischen und antikatholischen Kurs gesteuert hatte. 1843 wurde angeordnet, dass an allen Schulen mit Polnisch sprechender Mehrheit Polnisch als Hauptunterrichtssprache einzuführen sei. Das führte dazu, dass vielerorts die deutsche Minderheit polonisiert wurde, so z. B. die völlige Polonisierung des 1837 gegründeten katholischen Gymnasiums in Kulm.
Im Jahr 1846 wurde ein im Gefolge des Krakauer Aufstandes geplanter Aufstand polnischer Nationalisten im Großherzogtum Posen und in Westpreußen aufgedeckt. Gegen die Beteiligten kam es 1847 zum sogenannten Polenprozess. Nach dem Beginn der Revolution von 1848 kam ein Aufstand zum Ausbruch. Dieser wurde bald niedergeschlagen.

### Märzrevolution 1848
Von der Märzrevolution 1848 war Westpreußen verhältnismäßig wenig betroffen. Ostpreußen, Westpreußen und Posen erhielten das Recht, gleich den anderen deutschen Landschaften, ihre Vertreter in das Frankfurter Parlament zu entsenden. Der Antrag Preußens vom 11. April 1848, Ost- und Westpreußen in den Deutschen Bund aufzunehmen, wurde einstimmig angenommen. Es war das gebildete Bürgertum, das diese nationale Seite der Bewegung vertrat. Der Adel hielt sich zurück. Der Königsberger Universitätsprofessor Eduard von Simson wurde am 18. Dezember 1848 Präsident der Frankfurter Nationalversammlung. Er war es, der Friedrich Wilhelm IV. die Kaiserkrone anbot, aber Friedrich Wilhelm IV. lehnte ab und die Nationalversammlung wurde 1849 aufgelöst. Preußen musste im Vertrage von Olmütz im November 1850 mit dem Kaisertum Österreich der Wiederherstellung des Bundestages in seiner alten Form zustimmen und die Beschlüsse der Nationalversammlung wurden annulliert.

## Im Norddeutschen Bund und Deutschen Kaiserreich 1866–1918

Westpreußens Grenzen zu Hinterpommern, Ostpreußen, Posen und Polen auf einer Landkarte von 1908

Sprachenverhältnisse in der Provinz Westpreußen nach der Volkszählung 1910
Legende der Kreisdiagramme:
Deutschsprachig
Polnischsprachig
Kaschubische Sprache

Preußen als Ganzes (und damit Westpreußen) wurde 1866 ein Teil des Norddeutschen Bundes und 1871 des Deutschen Kaiserreiches. Die Kaschubisch- und Polnischsprachigen waren nun nicht mehr nur Bürger des in nationaler Hinsicht zumindest nominell neutralen Preußen, sondern eine sprachliche Minderheit innerhalb eines sich als deutsch verstehenden Staates und sahen sich bald in mehrerlei Hinsicht gezielter staatlicher Ausgrenzung ausgesetzt. Schwerwiegend war im Zuge des Kulturkampfes die Diskriminierung des Katholizismus, dem die meisten Polen angehörten (während die Deutschen in der Provinz Westpreußen überwiegend evangelisch waren).
Durch das Gesetz vom 19. März 1877 wurde die Provinz Preußen wieder geteilt; die Provinzen Ostpreußen und Westpreußen wurden mit Wirkung zum 1. April 1878 wiederhergestellt. Für die neue Provinz Westpreußen wurde der Provinziallandtag der Provinz Westpreußen mit Sitz in Danzig als Volksvertretung eingerichtet. Zu Beginn des 20. Jahrhunderts erhielten die preußischen (teils ethnisch kaschubischen und polnischen) Kandidaten in Westpreußen (ihrem Bevölkerungsanteil entsprechend) bei Reichstags- und Landtagswahlen rund ein Drittel der Wählerstimmen, in einigen ländlichen Wahlkreisen (Kreis Berent, Kreis Karthaus, Kreis Neustadt in Westpreußen) erreichten sie auch Reichstagsmandate. Im Rahmen der Volkszählung von 1910 gaben 65 % der Bewohner Westpreußens Deutsch, 28 % Polnisch und 7 % Kaschubisch als Muttersprache an.

## Zwischenkriegszeit und Zweiter Weltkrieg 1919–1945

### Aufteilung (1919/20)
Um Polen gemäß dem Friedensvertrag von Versailles einen Zugang zum Meer zu verschaffen, wurde das Gebiet der historisch heterogenen Provinz nach dem Ersten Weltkrieg aufgeteilt: Aus dem mittleren Teil entstand der Polnische Korridor, der eine eigene Woiwodschaft bildete. „Die Woiwodschaft Pommerellen der Zwischenkriegszeit bildete nur einen Teil der Provinz Westpreußen (62 %)“, Gebiete im Westen und Nordosten mit besonders hohem deutschen Bevölkerungsanteil blieben bei Deutschland oder wurden Teil des Danziger Mandatsgebietes des Völkerbundes. Mit der Freien Stadt Danzig wurde ein deutscher Staat im polnischen Wirtschaftsraum geschaffen. In der Woiwodschaft Pommerellen hatten die großen Städte Thorn und Graudenz eine deutliche deutsche Mehrheit, aber insgesamt war das Zahlenverhältnis zwischen Deutschen und Polen und Kaschuben etwa ausgeglichen. Trotz Überprüfbarkeit anhand der Volkszählung von 1910 schwanken die angegebenen Zahlen zwischen etwa 40:60 und 60:40 Prozent.
Eine Volksabstimmung zur Legitimation der Neuordnung konnten die deutschen Vertreter in Versailles nur für den östlichen Teil Westpreußens durchsetzen. Zum Abstimmungsgebiet Marienwerder gehörten zusammen mit der Stadt Elbing die Kreise Elbing-Land, Marienwerder, Marienburg (Westpr.), Rosenberg i. Westpr. und Stuhm. Sie entschieden sich mit großer Mehrheit für den Verbleib bei Deutschland und wurden als Regierungsbezirk Westpreußen mit dem Sitz Marienwerder der Provinz Ostpreußen angegliedert.
Etwa 60 km² des Kreises Neustadt westlich des Zarnowitzer Sees kamen an den pommerschen Kreis Lauenburg.
Aus den westlichen Kreisen Deutsch Krone, Flatow und Schlochau und den bei Deutschland verbliebenen westlichen Grenzgebieten der Provinz Posen entstand 1922 die neue preußische Provinz Grenzmark Posen-Westpreußen. Sie ging 1938 in den Nachbarprovinzen Brandenburg, Pommern und Schlesien auf.

### Zwischenkriegszeit (1920–1939)
Zu Zeiten der Weimarer Republik galt der deutsch-polnische Grenzverlauf in der Region Westpreußen als strittig, da sich bedeutende Teile der deutschen Gesellschaft nicht mit der Abtretung von Gebieten mit großem deutschem Bevölkerungsanteil abfinden wollten. Zudem stand die Minderheitenpolitik der Regierung Piłsudski in der Kritik, da die Deutschen ebenso wie andere Minderheiten, z. B. Ukrainer, gewisse Repressionen erfuhren.

### Zeit des Zweiten Weltkriegs (1939–1945)

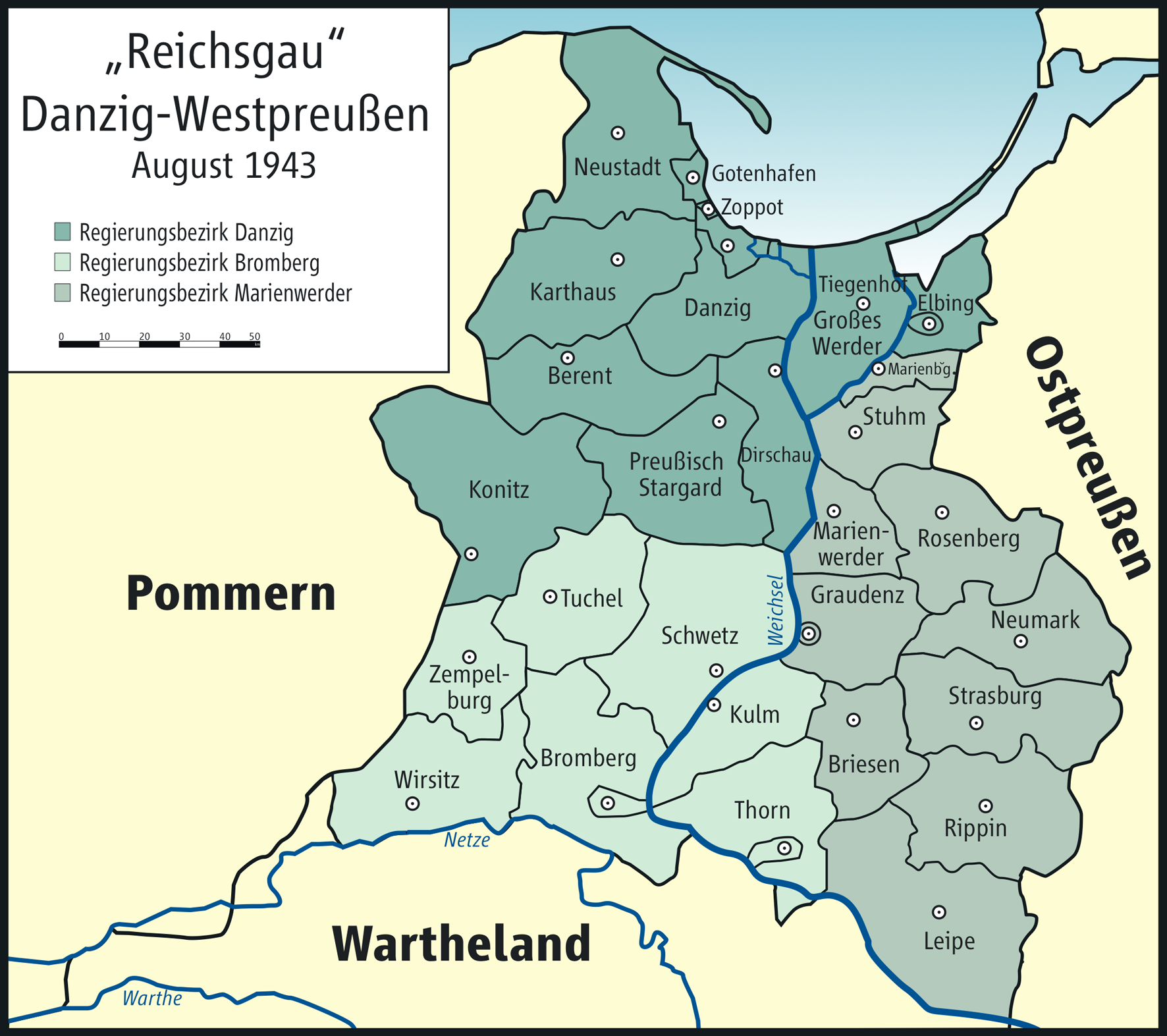
Reichsgau Danzig-Westpreußen (August 1943)

Zu Beginn des Zweiten Weltkrieges nahmen beim Überfall auf Polen 1939 deutsche Truppen die 62 % des vormals westpreußischen Gebiets ein, die seit 1920 zu Polen gehörten. Aus den zu Polen bzw. zur Freien Stadt Danzig gehörenden Teilen Westpreußens wurde am 1. November 1939 mit dem bis dahin zur Provinz Ostpreußen gehörenden Regierungsbezirk Westpreußen der Reichsgau Danzig-Westpreußen gebildet. Ferner ordneten die Besatzer die übrigen großpommerellischen Powiate Bromberg (als Landkreis Bromberg), Lipno (als Landkreis Leipe), Rypin (als Landkreis Rippin), Wirsitz (als Landkreis Wirsitz) sowie Bromberg, Stadt im Range eines Powiat, als Stadtkreis dem neuen Reichsgau zu. Die Gebiete der Powiate Lipno und Rypin hatten nie zu Deutschland gehört, die Territorien von Bromberg-Stadt, Bromberg-Land und des Kreises Wirsitz waren bis zu den Grenzveränderungen in Folge des Versailler Vertrags Teil der Provinz Posen gewesen.
Kurz nach Beginn des Zweiten Weltkrieges, zwischen September und Dezember 1939, ermordeten Angehörige der SS und des Volksdeutschen Selbstschutzes in den Wäldern der Region Westpreußen mehrere tausend Menschen: Polen, Kaschuben und Juden. Das Chaos der ersten Kriegstage nutzten die Nationalsozialisten für eine Reihe systematisch geplanter Vernichtungsaktionen z. B. im Wald von Piaśnica, Wald von Szpęgawsk, Wald von Mniszek (Mischke). Unter den Opfern befanden sich neben Angehörigen der polnischen und kaschubischen Intelligenz auch Patienten deutscher und polnischer Psychiatriekliniken sowie Deportierte aus dem Reichsgebiet.
Zahlreiche Deutschbalten, die im Zuge der Aktion „Heim ins Reich“ aus Estland und Lettland kamen, wurden in dieser Gegend angesiedelt, und nachdem die polnische Bevölkerung zum Teil vertrieben worden war, erhielten die Baltendeutschen den Wohnraum dieser Menschen.
Während der Besatzungszeit in Pommerellen regte sich polnischer Widerstand. Im Jahr 1940 und bildete sich die Tajna Organizacja Wojskowa «Gryf Pomorski» (TOW; Geheime Militärorganisation «Pommerscher Greif»). Vorsitzender des Obersten Rats war Józef Wrycza.

### Kriegsende 1945
Folge der Eroberung des gesamten Gebiets Westpreußens durch die Roten Armee war im März/April 1945 die Inkorporation in die Volksrepublik Polen. Die polnische Administration ließ fast die gesamte deutschsprachige Bevölkerung unter erzwungener Zurücklassung des nahezu gesamten mobilen und immobilen Besitzes vertreiben. Die Vertreibung selber war von Ausschreitungen polnischer und sowjetischer Soldaten an der deutschen Zivilbevölkerung begleitet (Vergewaltigungen, Raubmorde). Da der überwiegende Teil Westpreußens einschließlich des Freistaats Danzig außerhalb des Deutschen Reichs in den Grenzen von 1937 lag, war er keines der von der Bundesrepublik Deutschland vorbehaltlich einer künftigen friedensvertraglichen Regelung im Sinne des Potsdamer Abkommens beanspruchten Ostgebiete des Deutschen Reiches.

## Verwaltungsgliederung

### Bis 1920

Verwaltungsgliederung der Provinz Westpreußen:
Regierungsbezirk Danzig
Regierungsbezirk Marienwerder

Regierungsbezirk Danzig
Stadtkreise:
1. Danzig
2. Elbing

Kreise:
1. Berent
2. Danziger Höhe [Sitz: Danzig]
3. Danziger Niederung [Sitz: Danzig]
4. Dirschau
5. Elbing-Land
6. Karthaus
7. Marienburg i. Westpr.
8. Neustadt i. Westpr.
9. Preußisch Stargard
10. Putzig

Regierungsbezirk Marienwerder
Stadtkreise:
1. Graudenz
2. Thorn

Kreise:
1. Briesen
2. Culm
3. Deutsch Krone
4. Flatow
5. Graudenz-Land
6. Konitz
7. Löbau [Sitz: Neumark]
8. Marienwerder
9. Rosenberg i. Westpr.
10. Schlochau
11. Schwetz
12. Strasburg i. Westpr.
13. Stuhm
14. Thorn-Land
15. Tuchel

### Auflösung der Provinz

Die Aufspaltung der Provinz Westpreußen im Jahr 1920

Im Jahr 1920 wurde die Provinz aufgelöst und die Landkreise verschiedenen Gebietskörperschaften zugeschlagen, wobei die Verwaltungsgebiete teilweise neu zugeschnitten wurden:
Der Zweiten Polnischen Republik wurden folgende Kreise vollständig oder größtenteils angegliedert:
1. Putzig als Teil des neugebildeten Powiat morski
2. Neustadt i. Westpr. als Teil des Powiat morksi
3. Karthaus als Powiat Kartuski
4. Berent als Powiat Kościerski
5. Dirschau als Powiat Tczewski
6. Preußisch Stargard, als Powiat Starogardzki
7. Konitz als Powiat Chojnicki
8. Tuchel als Powiat Tucholski
9. Schwetz als Powiat Świecki
10. Graudenz-Land als Powiat Grudziądzki
11. Graudenz-Stadt als Grudziądz
12. Löbau als Powiat Lubawa
13. Strasburg i. Westpr. als Powiat Brodnicki
14. Culm als Powiat Chełmiński
15. Briesen als Powiat Wąbrzeski
16. Thorn-Land als Powiat Toruński
17. Thorn-Stadt als Toruń
18. Flatow wurde geteilt, und der östliche Teil ging als Powiat Sępoleński an Polen

Der Freien Stadt Danzig wurden folgende Kreise vollständig oder größtenteils angegliedert:
1. Danzig
2. Danziger Höhe, der Kreis wurde um Teile der Kreise Karthaus, Berent und Dirschau erweitert wurde, jedoch im Nordwesten einen kleiner Teil an den polnischen Powiat Kartuski abgab
3. Danziger Niederung, der kreis wurde um einen Teil des Kreises Dirschau erweitert
4. Landkreis Großes Werder wurde neu geschaffen und umfasste den Großteil des Landkreises Marienburg sowie den westlich des Nogat gelegenen Teil des Landkreises Elbing
5. Zappot wurde als neue kreisfreie Stadt aus dem Kreis Neustadt i. Westpreußen herausgelöst

Beim Deutschen Reich verblieben unmittelbar folgende Kreise vollständig oder größtenteils:
1. Deutsch Krone unter gleichem Namen als Teil des Verwaltungsbezirks Grenzmark Westpreußen-Posen, ab 1922 Provinz Grenzmark Posen-Westpreußen
2. Schlochau, ebenfalls Grenzmark Westpreußen-Polen
3. Flatow, Grenzmark Westpreußen-Polen, jedoch verkleinert um das an Polen abgetretene östliche Kreisgebiet
4. Elbing als weiterhin kreisfreie Stadt an die Provinz Ostpreußen
5. Elbing-Land, ebenfalls an die Provinz Ostpreußen, jedoch verkleinert um das an die Freie Stadt Danzig abgetretene westliche Kreisgebiet

Gemäß Versailler Vertrag wurden folgende Gebiete als Abstimmungsgebiet Marienwerder unter Kontrolle der Entente gestellt. Nach der dort am 11. Juli 1920 abgehaltenen Volksabstimmung verblieb das Gebiet beim Deutschen Reich und wurde anschließend der Provinz Ostpreußen zugeordnet:
1. Marienwerder, der östlich des Nogat gelegene Teil des Kreises
2. Stuhm
3. Rosenberg i. Westpr.
4. Marienburg i. Westpr., der östlich der Weichsel gelegene Teil des Kreises, der westliche Teil wurde auf die Powiaty Tczewski und Starogard aufgeteilt

## Oberpräsidenten der Provinz Westpreußen
- 1815: Theodor von Schön, ab 1824 Oberpräsident der neuen Provinz Preußen
- 1878: Heinrich von Achenbach
- 1879: Adolf Ernst von Ernsthausen
- 1888: Adolf Hilmar von Leipziger
- 1891: Gustav von Goßler
- 1902: Clemens von Delbrück
- 1905: Ernst von Jagow
- 1919: Bernhard Schnackenburg[18]

## Das ehemalige Provinzgebiet heute
Heute gehört das Gebiet der ehemaligen Provinz Westpreußen zu den polnischen Woiwodschaften Pommern und Kujawien-Pommern. Der Bevölkerungsanteil der deutschen Minderheit ist zwar höher als in Zentral- und Südostpolen, aber deutlich niedriger als in Oberschlesien (Woiwodschaften Oppeln und Schlesien) und in Ermland-Masuren.

## Demographie

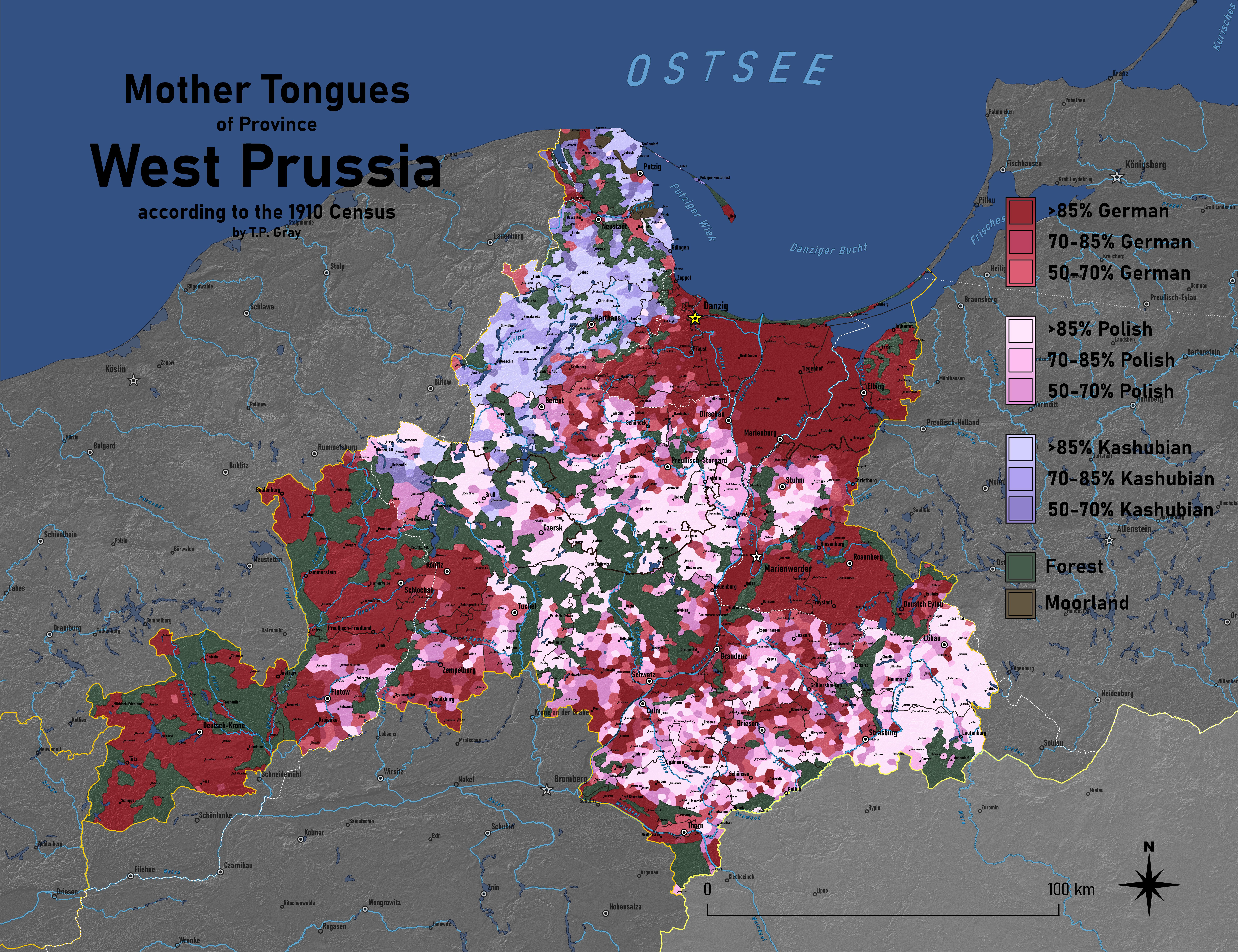
Muttersprachen Westpreußens, laut Volkszählung von 1910

### Bevölkerungsentwicklung
Zur Verdeutlichung der demographischen Entwicklungen sind in der nachfolgenden Tabelle auch Werte für die Zeit zwischen 1829 und 1878 angegeben, als die Provinz nicht existierte, sondern Teil der Provinz Preußen war. Zu den Angaben zum Anteil an der preußischen Gesamtbevölkerung ist zu bemerken, dass sich letztere durch Gebietszuwächse zwischen 1849 und 1867 beträchtlich vergrößert hat.
| Jahr | Einwohner | Anteil an preuß. Gesamt- bevölkerung | Einwohner pro Quadrat- kilometer | Anmerkungen |
| ---- | --------- | ------------------------------------ | -------------------------------- | --- |
| 1816 | 0571.081  | 5,5 %                                | 22                               | [ 19 ] |
| 1817 | 0 581.971 | ?                                    | 23                               | davon 289.060 Evangelische, 267.935 Katholische, 12.649 Mennoniten und 12.632 Juden |
| 1819 | 0 630.077 | 5,5 % (1917)                         | 25                               | davon 327.300 Polen und Kaschuben, 290.000 Deutsche und Mennoniten, 12.700 Juden |
| 1825 | 0700.000  | ?                                    | 30                               | davon 350.000 Polen und Kaschuben, 330.000 Deutsche und Mennoniten, 20.000 Juden |
| 1831 | 0760.441  | ?                                    | 30                               | [ 19 ] |
| 1861 | 1.170.252 | 6,3 %                                | 46                               | [ 19 ] |
| 1871 | 1.314.611 | 5,3 %                                | 51                               | [ 19 ] |
| 1875 | 1.343.057 | ?                                    | ?                                | [ 22 ] |
| 1880 | 1.405.898 | 5,2 %                                | 55                               | [ 22 ] |
| 1890 | 1.433.681 | 4,8 %                                | 56                               | davon 581.195 Evangelische, 717.532 Katholiken, 13.158 andere Christen und 21.750 Juden |
| 1900 | 1.563.658 | 4,5 %                                | 61                               | davon 730.685 Evangelische, 800.395 Katholiken, 14.308 andere Christen und 18.226 Juden; 1.007.400 Personen (64,4 %) mit deutscher, 99.357 Personen (6,4 %) mit kaschubischer und 437.916 Personen (28,0 %) mit polnischer Muttersprache; 1.349 Personen (0,1 %) sprechen neben dem Deutschen kaschubisch, 16.130 Personen (1,0 %) sprechen neben dem Deutschen polnisch |
| 1905 | 1.641.746 | ?                                    | 64                               | davon 764.719 Evangelische, 844.566 Katholiken und 16.139 Juden (567.318 Kaschuben, Masuren und Polen) |
| 1910 | 1.703.474 | 4,2 %                                | 67                               | [ 19 ] |

Religionsgruppen
| Anteile der Konfessionen | Anteile der Konfessionen | Anteile der Konfessionen | Anteile der Konfessionen |
| Jahr                     | 1817                     | 1890                     | 1900                     |
| ------------------------ | ------------------------ | ------------------------ | ------------------------ |
| Katholiken               | 46,0 %                   | 50,0 %                   | 51,2 %                   |
| Evangelische             | 49,7 %                   | 47,5 %                   | 46,7 %                   |
| Juden                    | 2,2 %                    | 1,5 %                    | 1,2 %                    |

### Sprachen
Verbreitung der slawischen Sprachen 1819–1910
| Anteil der Kaschubisch-, Masurisch- und Polnischsprachigen | Anteil der Kaschubisch-, Masurisch- und Polnischsprachigen | Anteil der Kaschubisch-, Masurisch- und Polnischsprachigen | Anteil der Kaschubisch-, Masurisch- und Polnischsprachigen | Anteil der Kaschubisch-, Masurisch- und Polnischsprachigen | Anteil der Kaschubisch-, Masurisch- und Polnischsprachigen |
| Jahr                                                       | 1819                                                       | 1825                                                       | 1861                                                       | 1890                                                       | 1910                                                       |
| ---------------------------------------------------------- | ---------------------------------------------------------- | ---------------------------------------------------------- | ---------------------------------------------------------- | ---------------------------------------------------------- | ---------------------------------------------------------- |
| Amtliche Angaben ¹                                         | 51,9 %                                                     | 50,0 %                                                     | 32,4 %                                                     | 34,4 %                                                     | 35,5 %                                                     |
| 1) unter Hinzurechnung der Gruppe der Zweisprachigen       |                                                            |                                                            |                                                            |                                                            |                                                            |

Verbreitung der deutschen, kaschubischen, masurischen und polnischen Sprache im Jahr 1905 nach amtlichen Angaben
| Kreis                         | Polnische Bezeichnung | Bevölkerung 1905 | Kaschubisch, masurisch, polnisch | Prozentualer Anteil | Deutsch   | Prozentualer Anteil |
| Provinz Westpreußen           |                       |                  |                                  |                     |           |                     |
|                               |                       | 1.645.874        | 567.328                          | 34,47               | 1.061.803 | 64,51               |
| Regierungsbezirk Danzig       |                       |                  |                                  |                     |           |                     |
|                               |                       | 709.312          | 192.327                          | 27,11               | 511.423   | 72,10               |
| Elbing-Stadt                  | Elbląg                | 55.627           | 175                              | 0,31                | 55.328    | 99,46               |
| Elbing-Land                   | Elbląg                | 38.871           | 105                              | 0,27                | 38.737    | 99,66               |
| Marienburg                    | Malbork               | 63.110           | 1.705                            | 2,70                | 61.044    | 96,73               |
| Danzig-Stadt                  | Gdańsk                | 160.090          | 3.065                            | 1,91                | 154.629   | 96,59               |
| Danzig-Niederung              | Gdańsk                | 36.519           | 178                              | 0,49                | 36.286    | 99,36               |
| Danziger Höhe                 | Gdańsk                | 50.148           | 5.703                            | 11,73               | 44.113    | 87,97               |
| Dirschau                      | Tczew                 | 40.856           | 15.144                           | 37,07               | 25.466    | 62,33               |
| Pr. Stargard                  | Starogard Gdański     | 62.465           | 44.809                           | 71,73               | 17.425    | 27,90               |
| Berent                        | Kościerzyna           | 53.726           | 29.898                           | 55,65               | 23.515    | 43,77               |
| Karthaus                      | Kartuzy               | 66.612           | 46.281                           | 69,48               | 20.203    | 30,33               |
| Neustadt                      | Wejherowo             | 55.587           | 27.358                           | 49,22               | 27.048    | 48,66               |
| Putzig                        | Puck                  | 25.701           | 17.906                           | 69,67               | 7.629     | 29,68               |
| Regierungsbezirk Marienwerder |                       |                  |                                  |                     |           |                     |
|                               |                       | 936.562          | 375.001                          | 40,04               | 550.380   | 58,77               |
| Stuhm                         | Sztum                 | 36.559           | 13.473                           | 36,85               | 22.550    | 61,68               |
| Marienwerder                  | Kwidzyn               | 68.096           | 24.541                           | 36,04               | 42.699    | 62,70               |
| Rosenberg                     | Susz                  | 53.293           | 3.465                            | 6,50                | 49.304    | 92,51               |
| Löbau                         | Lubawa                | 57.285           | 45.510                           | 79,44               | 11.368    | 19,84               |
| Strasburg                     | Brodnica              | 59.927           | 38.507                           | 64,26               | 21.008    | 35,06               |
| Briesen                       | Wąbrzeźno             | 47.542           | 25.415                           | 53,46               | 21.688    | 45,62               |
| Thorn-Stadt                   | Toruń                 | 43.658           | 13.988                           | 32,04               | 29.230    | 66,59               |
| Thorn-Land                    | Toruń                 | 58.765           | 30.833                           | 52,47               | 27.508    | 46,81               |
| Kulm                          | Chełmno               | 49.521           | 25.659                           | 51,89               | 23.521    | 47,50               |
| Graudenz-Stadt                | Grudziądz             | 39.953           | 4.421                            | 11,07               | 30.709    | 76,86               |
| Graudenz-Land                 | Grudziądz             | 46.509           | 19.331                           | 41,56               | 26.888    | 57,81               |
| Schwetz                       | Świecie               | 87.151           | 47.779                           | 54,82               | 39.276    | 45,07               |
| Tuchel                        | Tuchola               | 30.803           | 20.540                           | 66,68               | 9.925     | 32,22               |
| Konitz                        | Chojnice              | 59.694           | 32.704                           | 54,79               | 26.581    | 44,50               |
| Schlochau                     | Człuchów              | 66.317           | 10.180                           | 15,35               | 55.981    | 84,41               |
| Flatow                        | Złotów                | 67.783           | 18.002                           | 26,56               | 49.167    | 72,54               |
| Deutsch Krone                 | Wałcz                 | 63.706           | 653                              | 1,03                | 62.977    | 98,86               |

Deutsche Dialekte
Die ostniederdeutschen und ostmitteldeutschen Dialekte, die in Westpreußen gesprochen wurden, werden erfasst und beschrieben im Preußischen Wörterbuch. Niederpreußisch und Hochpreußisch gelten als fast ausgestorben. Als Plautdietsch wird eine Varietät des Niederpreußischen noch heute jedoch weltweit von etwa einer halben Million Russlandmennoniten gesprochen (siehe auch Plautdietsch-Freunde).

## Persönlichkeiten
- Eddi Arent, deutscher Schauspieler
- Emil von Behring, Serologe; erhielt 1901 den ersten Nobelpreis für Physiologie und Medizin
- Roland von Brünneck-Bellschwitz, Verwaltungsjurist
- Manfred Graf von Brünneck-Bellschwitz, Verwaltungsbeamter, Politiker
- Hugo Conwentz, Botaniker, Begründer des staatlichen Naturschutzes
- Alexander zu Dohna-Schlobitten, Grundbesitzer, Autor
- Horst Ehmke, deutscher Jurist und Politiker (SPD)
- Gabriel Daniel Fahrenheit, Physiker (Temperaturskala)
- Johannes Daniel Falk, Theologe und Schriftsteller
- Georg Forster, Naturwissenschaftler, Forscher
- Johann Reinhold Forster, Naturwissenschaftler, Forscher
- Tiedemann Giese, Fürstbischof von Ermland, aus der Patrizierfamilie Giese
- Günter Grass, Schriftsteller und Literatur-Nobelpreisträger
- Heinz Guderian, deutscher Offizier und Truppenführer
- Johannes Hevelius, Astronom
- Paul von Hindenburg, Generalfeldmarschall, Reichspräsident
- Klaus Kinski, deutscher Schauspieler
- Nikolaus Kopernikus, Astronom
- Hilmar Kopper, Bankmanager (prägte »Peanuts« als Unwort des Jahres 1994)
- Arnold Krieger, deutscher Schriftsteller
- Werner Kriesel, deutscher Professor, Pionier der Industriellen Kommunikationstechnik
- Hermann Löns, deutscher Journalist und Schriftsteller
- Oskar Loerke, deutscher Dichter des Expressionismus
- Walther Nernst, Physiker, Nobelpreis 1920
- Bernd Neumann, Politiker (Beauftragter der Bundesregierung für Kultur und Medien)
- Wolfgang Peller, Pädagoge, Politiker (SPD)
- Arthur Schopenhauer, Philosoph
- Johanna Schopenhauer, geb. Trosiener, Schriftstellerin
- Kurt Schumacher, Politiker (SPD)
- Clara Siewert, Malerin
- Elisabeth Siewert, Schriftstellerin
- Heinz-Günter Stamm, deutscher Schauspieler, Hörspiel- und Theaterregisseur
- Alfred Struwe, deutscher Schauspieler
- Adam Wiebe, Ingenieur, Erfinder der Seilbahn
- Wolfgang Völz, deutscher Schauspieler

## Online-Landkarten
Folgend sind Weblinks mit historischen Landkarten von Preußen einschließlich Westpreußen, Ostpreußen, Ermland, Freie Stadt Danzig seit circa 1500 bis zum 20. Jahrhundert:
- Landkarte von Caspar Henneberg circa 1550 Pomerania, Marca (Brandenburg), Prussia (westlicher Teil mit Danzig)
- historische Landkarte PRVSSIA 1584 Abraham Ortelius
- Blaeu’s Landkarte – circa 1660 Prussia (West- u. Ost Preußen einschl. Danzig) nach Caspar Henneberg
- Landkarte aus Altes und Neues Preussen, Christoph Hartknoch (Thorn), Karte in Frauenburg
- Landkarte Preussen nach 1701 nordwestlicher Teil mit Freie Stadt Danzig, Karte in Frauenburg
- Ermland Warmia Landkarte 1755 von Johann Friedrich Endersch, Elbing mit Teilen von Westpreußen und Ostpreußen
- Ostpreußen nach dem Vertrag von Versailles
- Danzig und anschließender Landkreis Elbing auf einer Karte
- Karte von Westpreußen mit Grenze zu Pommern, einschl. Danzig, Elbing, Frauenburg
- Provinz Westpreußen (Landkreise, Gemeinden und Gutsbezirke) 1910
- Kartographische Darstellungen Westpreußens
- Karte des Deutschen Reiches 1:100.000 (Schwerpunkt Ostgebiete)